# Seznam premiérů Běloruska
Toto je seznam premiérů Běloruska od vzniku moderního běloruského státu v roce 1918.

## Běloruská lidová republika (1918–1920)
| Pořadí | Jméno (narození–úmrtí)       | Doba v úřadu      | Doba v úřadu      | Strana                              |
| ------ | ---------------------------- | ----------------- | ----------------- | ----------------------------------- |
| 1      | Jazep Varonka (1891–1952)    | 21. února 1918    | květen 1918       | Běloruské socialistické shromáždění |
| 2      | Jan Serada (1879–1943+)      | červen 1918       | srpen 1918        | Běloruské socialistické shromáždění |
| 3      | Raman Skirmunt (1868–1939)   | červen 1918       | srpen 1918        | Běloruské socialistické shromáždění |
| 4      | Anton Luckevič (1883–1938)   | říjen 1918        | 13. prosince 1919 | Běloruské socialistické shromáždění |
| 5      | Vaclau Lastouski (1883–1938) | 13. prosince 1919 | 1920              | Strana socialistů-revolucionářů     |

## Běloruská sovětská socialistická republika
| Pořadí | Jméno (narození–úmrtí)              | Doba v úřadu      | Doba v úřadu      | Strana                        |
| ------ | ----------------------------------- | ----------------- | ----------------- | ----------------------------- |
| 1      | Aljaksandr Čarviakou (1892–1937)    | 1. srpna 1920     | 17. března 1924   | Komunistická strana Běloruska |
| 2      | Jazep Adamovič (1897–1937)          | 17. března 1924   | 7. května 1927    | Komunistická strana Běloruska |
| 3      | Mikalaj Galadzed (1894–1937)        | 7. května 1927    | 30. května 1937   | Komunistická strana Běloruska |
| 4      | Danila Valkovič (1900–1937)         | 30. května 1937   | 8. září 1937      | Komunistická strana Běloruska |
| 5      | Afanas Kavaleu (1903–1993)          | 8. září 1937      | 28. července 1938 | Komunistická strana Běloruska |
| 6      | Kuzma Kisjaleu (1903–1977)          | 28. července 1938 | 28. června 1940   | Komunistická strana Běloruska |
| 7      | Ivan Bylinski (1903–1976)           | 28. června 1940   | 7. února 1944     | Komunistická strana Běloruska |
| 8      | Panteleimon Ponomarenko (1902–1984) | 7. února 1944     | 15. března 1948   | Komunistická strana Běloruska |
| 9      | Aleksei Klešev (1905–1968)          | 15. března 1948   | 25. června 1953   | Komunistická strana Běloruska |
| 10     | Kiryla Mazurau (1914–1989)          | 25. června 1953   | 28. července 1956 | Komunistická strana Běloruska |
| 11     | Mikalaj Auchimovič (1907–1996)      | 28. července 1956 | 9. dubna 1959     | Komunistická strana Běloruska |
| 12     | Tichon Kiselev (1917–1983)          | 9. dubna 1959     | 11. prosince 1978 | Komunistická strana Běloruska |
| 13     | Aleksandr Aksenov (1924–2009)       | 11. prosince 1978 | 8. července 1983  | Komunistická strana Běloruska |
| 14     | Vladzimir Brovikau (1931–1992)      | 8. července 1983  | 10. ledna 1986    | Komunistická strana Běloruska |
| 15     | Michail Kovaleu (1925–2007)         | 10. ledna 1986    | 7. dubna 1990     | Komunistická strana Běloruska |
| 16     | Vjačeslav Kebič (1936–2020)         | 7. dubna 1990     | 25. prosince 1991 | nestraník                     |

## Běloruská republika (od 1990)
| Pořadí | Jméno (narození–úmrtí)      | Doba v úřadě       | Doba v úřadě       | Strana    |
| ------ | --------------------------- | ------------------ | ------------------ | --------- |
| 1      | Vjačeslav Kebič (1936–2020) | 19. září 1991      | 21. července 1994  | nestraník |
| 2      | Michail Čygir (1948–)       | 21. července 1994  | 18. listopadu 1996 | nestraník |
| 3      | Sjagrej Ling (1937–)        | 18. listopadu 1996 | 18. února 2000     | nestraník |
| 4      | Uladzimir Jarmošyn (1942–)  | 18. února 2000     | 1. října 2001      | nestraník |
| 5      | Genadz Navicki (1949–)      | 1. října 2001      | 11. července 2004  | nestraník |
| 6      | Sergej Sidorski (1954–)     | 11. července 2004  | 28. prosince 2010  | nestraník |
| 7      | Michail Mjasnikovič (1950–) | 28. prosince 2010  | 27. prosince 2014  | nestraník |
| 8      | Andrej Kabjakou (1960–)     | 27. prosince 2014  | 18. srpna 2018     | nestraník |
| 9      | Sjagrej Rumas (1969–)       | 18. srpna 2018     | 3. června 2020     | nestraník |
| 10     | Roman Golovčenko (1973–)    | 4. června 2020     | 10. března 2025    | nestraník |
| 11     | Aljaksandar Turčyn (1975–)  | 10. března 2025    |                    | nestraník |